# Premierzy Badenii
Szefowie rządu Badenii
- 1809–1810 – Sigismund von Reitzenstein
- 1810 – Conrad von Andlau-Birseck
- 1810–1812 – Christian von Altheim
- 1812–1817 – Karl von Berckheim
- 1817–1818 – Sigismund von Reitzenstein
- 1818–1831 – Wilhelm von Berstett
- 1832 – Sigismund von Reitzenstein
- 1833–1838 – Ludwig Georg Winter
- 1838–1839 – Karl Friedrich Nebenius
- 1839–1843 – Friedrich von Blittersdorf
- 1843–1845 – Christian von Boeckh
- 1845–1846 – Karl Friedrich Nebenius
- 1846–1848 – Johann Baptist Bekk
- 1848–1849 – Karl Georg Hoffmann
- 1849–1856 – Friedrich Klüber
- 1856–1860 – Franz von Stengel
- 1860–1866 – Anton von Stabel
- 1866–1868 – Karl Mathy
- 1868–1876 – Julius Jolly
- 1876–1893 – Ludwig Turban
- 1893–1901 – Wilhelm Nokk
- 1901–1905 – Arthur von Brauer
- 1905–1917 – Alexander von Dusch
- 1917–1918 – Heinrich von und zu Bodman